# Arachchige Don Wimal Siri Appuhamy Jayasuriya
Arachchige Don Wimal Siri Appuhamy Jayasuriya (* 23. Januar 1969 in Negombo) ist ein sri-lankischer römisch-katholischer Geistlicher und Bischof von Chilaw.

## Leben
Arachchige Don Wimal Siri Appuhamy Jayasuriya besuchte das Kleine Seminar in Chilaw. Anschließend studierte er Philosophie und Katholische Theologie am Priesterseminar Our Lady of Lanka in Kandy. Am 9. August 1997 empfing er das Sakrament der Priesterweihe für das Bistum Chilaw.
Jayasuriya war nach der Priesterweihe zunächst als Pfarrvikar in der Pfarrei St. Sebastian in Katuneriya (1997–1998), am Heiligtum St. Anne in Talawila (1998–1999) und in der Pfarrei St. Joseph in Wennappuwa (1999–2000) tätig. Im Jahr 2000 wurde er für weiterführende Studien nach Rom entsandt, wo er an der Päpstlichen Universität Urbaniana ein Lizenziat im Fach Kanonisches Recht erwarb und 2005 mit der Arbeit Canon law and Sri Lankan civil legislation on the dissolution of marriage. A comparative study towards pastoral care („Kanonisches Recht und sri-lankisches Zivilrecht zur Ehescheidung. Eine vergleichende Studie im Hinblick auf die Seelsorge“) in dieser Disziplin promoviert wurde. Nach der Rückkehr in seine Heimat wirkte Jayasuriya von 2006 bis 2012 als Offizial des Bistums Chilaw. Von 2013 bis 2019 lehrte er am Priesterseminar Our Lady of Lanka in Kandy und fungierte zugleich als Dekan der dortigen theologischen Abteilung. Anschließend wurde Jayasuriya in die Vereinigten Staaten entsandt, wo er Richter am Kirchengericht des Bistums Fort Wayne-South Bend war. Zudem war er von 2019 bis 2020 als Pfarrvikar an der Kathedrale Immaculate Conception tätig und ab 2020 als Pfarrer der Pfarrei St. Mary Mother of God in Fort Wayne.
Am 6. Dezember 2023 ernannte ihn Papst Franziskus zum Bischof von Chilaw. Der Bischof von Kandy, Warnakulasurya Wadumestrige Devasritha Valence Mendis, spendete ihm am 2. März 2024 vor der Kathedrale Our Lady of Mount Carmel in Chilaw die Bischofsweihe; Mitkonsekratoren waren der Apostolische Nuntius in Sri Lanka, Erzbischof Brian Udaigwe, und der Erzbischof von Colombo, Albert Malcolm Kardinal Ranjith, sowie der Bischof von Kurunegala, Harold Anthony Perera, und der Bischof von Fort Wayne-South Bend, Kevin Carl Rhoades.

## Schriften
- Canon law and Sri Lankan civil legislation on the dissolution of marriage. A comparative study towards pastoral care. Pontificia Universitas Urbaniana, Rom 2005, OCLC 1203478423.